# Krwawnica
Krwawnica (Lythrum L.) – rodzaj roślin należący do rodziny krwawnicowatych. Obejmuje 39 gatunków szeroko rozprzestrzenionych na świecie. W Polsce dziko rośnie krwawnica pospolita i wąskolistna. Rośliny z tego rodzaju zasiedlają różnego rodzaju mokradła, łąki, brzegi wód. Krwawnica pospolita jest gatunkiem inwazyjnym powodującym duże szkody w zachodniej części Ameryki Północnej. W nowszych ujęciach systematycznych zalicza się tu rośliny z dawniej wyodrębnianego rodzaju bebłek Peplis.

## Rozmieszczenie geograficzne
Przedstawiciele rodzaju są szeroko rozprzestrzenieni na całym świecie. 13 gatunków rośnie w Europie, pozostałe najbardziej zróżnicowane są w Azji i Ameryce Północnej. Brak tych roślin (poza ew. gatunkami introdukowanymi) w południowo-wschodniej i północno-wschodniej części Azji, w południowej Afryce oraz we wschodniej części Ameryki Południowej. W Polsce występują dwa gatunki – krwawnica pospolita L. salicaria i krwawnica wąskolistna L. hyssopifolia, poza tym przejściowo dziczeje (efemerofit) krwawnica sitowata (L. junceum). Informacje o występowaniu w Polsce krwawnicy rózgowatej L. virgatum uznawane są za błędne. W ujęciu włączającym tu rodzaj Peplis florę polską reprezentuje też bebłek błotny Lythrum portula.

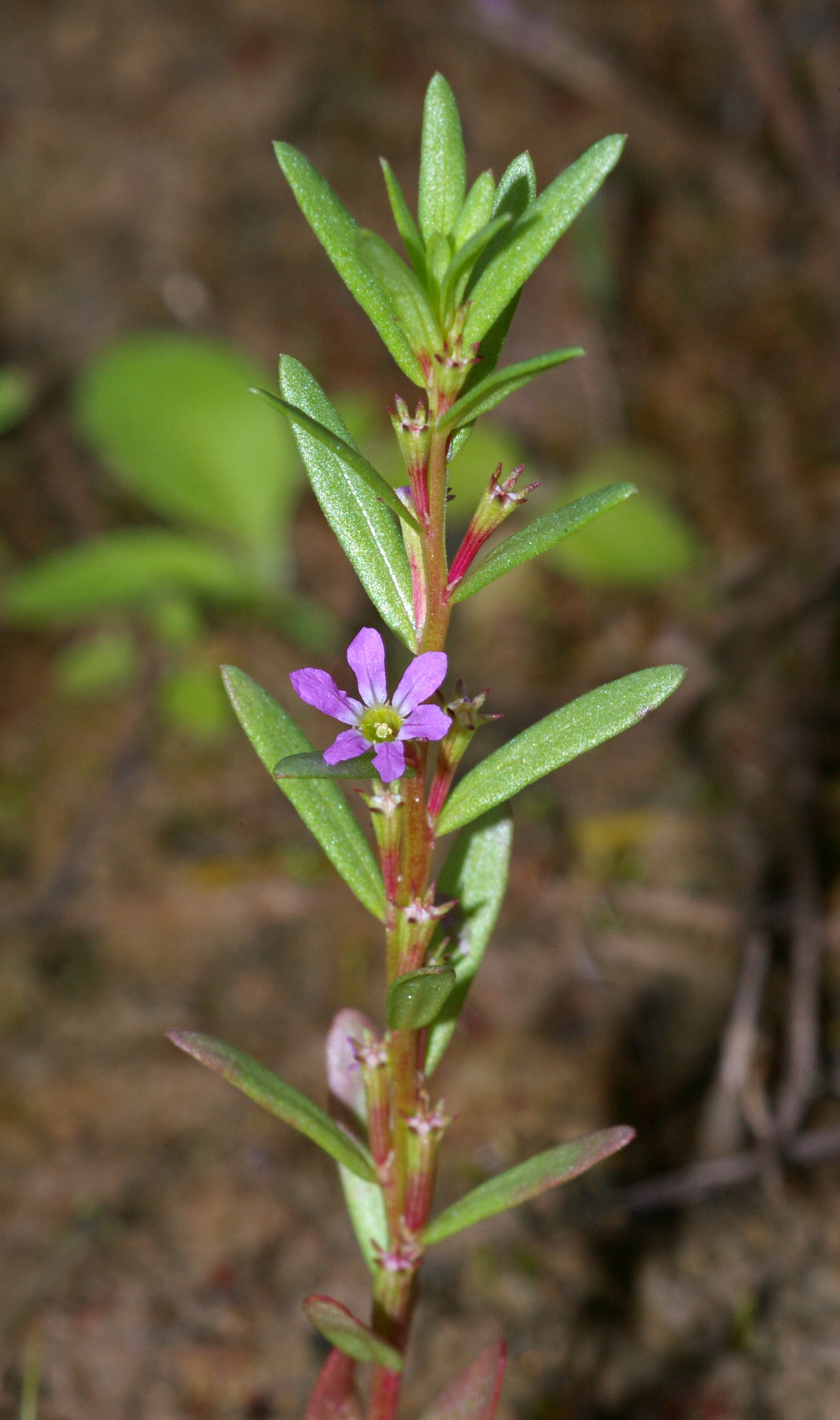
Krwawnica wąskolistna

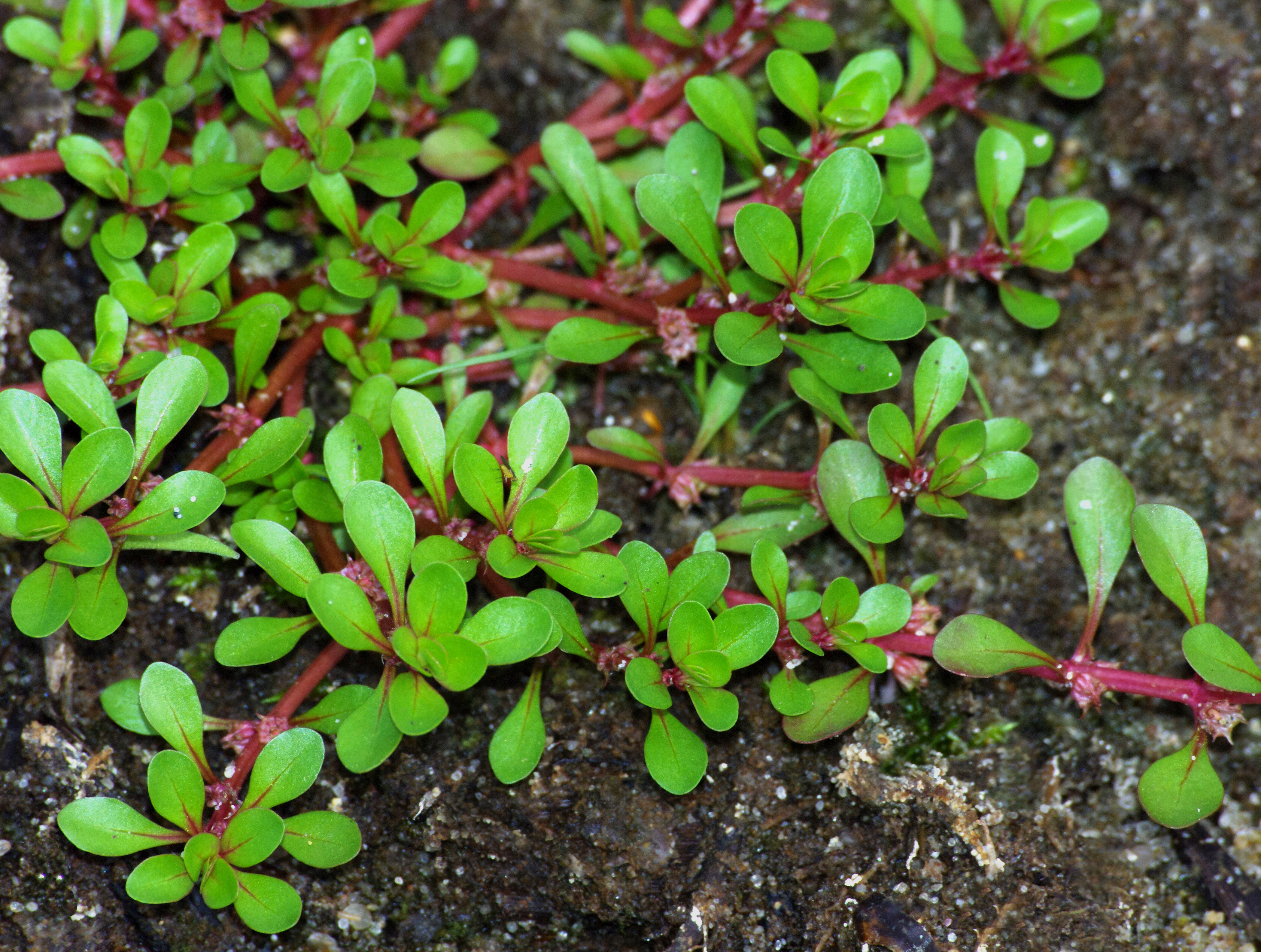
Bebłek (krwawnica) błotny

## Morfologia
PokrójByliny do 2 m wysokości, rzadziej rośliny jednoroczne, o pędach prosto wzniesionych lub płożących. Łodyga u niektórych gatunków oskrzydlona lub kanciasta.
LiściePojedyncze, zwykle wąskie. Wyrastają skrętolegle, naprzeciwlegle i okółkowo.
KwiatyWyrastają po 1–2 w kątach liści lub zebrane pojedynczo lub po kilka w gęstych wierzchotkach w kłosokształtnym kwiatostanie. Działki kielicha w liczbie 6, zrosłe w długą rurkę, na szczycie z wąskimi ząbkami. Płatki w liczbie 6, różowe do fioletowych, zwężające się ku nasadzie. Pręcików od 2 do 12, słupek pojedynczy zakończony główkowatym znamieniem.
OwoceTorebki cylindryczne lub kulistawe (dawny rodzaj Peplis) rozpadające się na dwie klapy (u gatunków z dawnego rodzaju Peplis pękające nieregularnie), zawierające liczne, drobne nasiona.

## Systematyka
Pozycja systematyczna
Rodzaj z rodziny krwawnicowatych (Lythraceae) z rzędu mirtowców.
Wykaz gatunków
- Lythrum acutangulum Lag.
- Lythrum alatum Pursh
- Lythrum album Kunth
- Lythrum americanum Mill.
- Lythrum anatolicum Leblebici & Seçmen
- Lythrum baeticum Gonz.Albo
- Lythrum borysthenicum (M.Bieb. ex Schrank) Litv.
- Lythrum bryantii Brandegee
- Lythrum californicum Torr. & A.Gray
- Lythrum curtissii Fernald
- Lythrum flagellare Shuttlew. ex Chapm.
- Lythrum flexuosum Lag.
- Lythrum gracile Benth.
- Lythrum hyrcanicum (Sosn.) ined.
- Lythrum hyssopifolia L. – krwawnica wąskolistna, k. hyzopolistna
- Lythrum intermedium Fisch. ex Colla
- Lythrum junceum Banks & Sol. – krwawnica sitowata
- Lythrum komarovii Murav.
- Lythrum lineare L.
- Lythrum linifolium Kar. & Kir.
- Lythrum lydiae Sytin
- Lythrum maritimum Kunth
- Lythrum nanum Kar. & Kir.
- Lythrum netofa Vered, Mazar & Gazaix
- Lythrum ovalifolium (A.Gray) Shuttlew. ex Koehne
- Lythrum paradoxum Koehne
- Lythrum portula (L.) D.A.Webb – bebłek błotny
- Lythrum rotundifolium Hochst. ex A.Rich.
- Lythrum salicaria L. – krwawnica pospolita, k. zwyczajna
- Lythrum schelkovnikovii Sosn.
- Lythrum silenoides Boiss. & Noë
- Lythrum theodori Sosn.
- Lythrum thesioides M.Bieb.
- Lythrum thymifolia L.
- Lythrum tribracteatum Salzm. ex Spreng.
- Lythrum virgatum L. – krwawnica rózgowata
- Lythrum volgense D.A.Webb
- Lythrum vulneraria Aiton ex Schrank
- Lythrum wilsonii Hewson